# Jim Riffle
| 215592 Normarose | 3 agosto 2003 |

Jim Riffle (...) è un astronomo amatoriale statunitense, di professione imprenditore e costruttore di telescopi dal 1980 al 2015.
Il Minor Planet Center gli accredita le scoperte di due asteroidi, effettuate entrambe nel 2003 in collaborazione con Billy Yeung.